# Isidore Soucy
Isidore Soucy était musicien (violon) et animateur (folklore) québécois, né Sainte-Blandine (comté de Rimouski) le 7 septembre 1899 et mort à Montréal le 7 décembre 1962,.

## Biographie
Isidore Soucy apprend jeune à jouer du violon. À quinze ans, déjà, il était le violoniste le plus réputé de sa région.
En 1924, il quitte son village pour venir tenter sa chance à Montréal. Il commence à enregistrer pour la compagnie Starr de Roméo Beaudry en 1928. Dans toute sa carrière, il enregistra près de 600 pièces musicales.
Devant les succès de ses premiers disques, il est engagé à plein temps par la station de radio CKAC. Il y  jouera en direct, à toutes les semaines, pendant près de quatre ans. À la même époque, il participe aux « Veillées du bon vieux temps » de Conrad Gauthier au Monument-National puis il se joint à l'accordéoniste Donat Lafleur avec qui il enregistrera de nombreuses pièces pendant près de quinze ans.
Durant la guerre, il fait des tournées presque triomphales dans toutes les régions du Québec puis, à la fin des années 1940, il s'adjoint l'accordéoniste René Alain ainsi que son fils  Fernando (au piano et au violon) pour fonder Le trio Soucy'. Ce trio se développe très rapidement en un groupe qui sera appelé : La famille Soucy. Les autres membres du groupe seront (au début) : Eugène, Fernande et Thérèse Soucy (voix).
La famille Soucy obtint un succès considérable avec ses enregistrements (78 t.) Des fraises et des framboises  et Prendre un verre de bière, mon minou en 1950; ce dernier se vendit à plus de 100 000 exemplaires, chiffre exceptionnel pour l'époque au Québec.
Dans la première moitié des années 1950, La famille Soucy ne cessera de faire des tournées (avec Jean Grimaldi) partout en province, au Nouveau Brunswick, en Nouvelle-Angleterre, en Ontario et même en Alberta. Elle ne cessera jamais, non plus, d'endisquer. La famille jouera aussi dans de nombreuses boîtes de nuit de Montréal.
De 1961 à 1963, La famille Soucy à sa propre émission fort populaire : Chez Isidore.
Malgré la mort d'Isidore Soucy en décembre 1962, le groupe continuera ses tournées jusqu'en 1975, date à laquelle Fernando disparaît à son tour.

## Discographie
La veillée chez Isidore. Isidore Soucy et son ensemble. Animateur: Normand Maltais. CDPS-215. RCA Victor Company, Ltd., Montréal. Année d'enregistrement inconnue.

## Compositions
1. Galope de Ste-Blandine
2. Gigue du Mardi gras
3. Gigue du petit mousse
4. Les trois corbeaux
5. Marche domino
6. Marche du St-Laurent
7. Quadrille des ancêtres
8. Quadrille des Laurentides
9. Reel de Gaspé
10. Reel de Ste-Blandine
11. Reel des esquimaux
12. Reel des vieux garçons
13. Reel du concordat (ou Quadrille national)
14. Reel du pendu

## Sources et liens externes
- L'encyclopédie canadienne Historica
- Québec Info Musique